# 송파구 갑
서울 송파구 갑은 대한민국의 국회의원 선거구이다. 서울특별시 송파구 일부 지역을 관할한다. 현 지역구 국회의원은 국민의힘의 박정훈이다.

## 역사
대한민국 제13대 국회의원 선거를 앞두고 신설되었다. 신설 당시 풍납동과 잠실동이 송파구 갑으로, 나머지 지역은 송파구 을로 묶였다. 
제14대 국회의원 선거를 앞두고 오금동이 송파구 을에서 갑으로 넘어왔다.
대한민국 제15대 국회의원 선거를 앞두고 송파구의 인구가 상한선이 초과됨에 따라 송파구 병 선거구가 신설되었다. 이로 인해 송파구 선거구의 경계를 조정했으며 이 과정에서 방이동, 오륜동, 오금동을 송파구 을로 넘겼다. 
제16대 국회의원 선거를 앞두고 송파구 병 선거구가 폐지되고 송파구 을로 병합됨에 따라 방이동과 오륜동, 송파동이 다시 송파구 갑 선거구로 화원되었다. 
제17대 국회의원 선거를 앞두고 송파구 병이 다시 신설되면서, 송파구 갑의 잠실동을 4동과 6동만 남기고 송파구 을로 넘겼다.

## 관할 구역
| 대수        | 관할 구역 |
| ----------- | --- |
| 13대        | 송파구 풍납1동, 풍납2동, 방이동, 잠실본동, 잠실1동, 잠실2동, 잠실3동, 잠실4동, 잠실5동, 잠실6동                                              |
| 14대        | 송파구 풍납1동, 풍납2동, 방이동, 오륜동, 오금동, 잠실본동, 잠실1동, 잠실2동, 잠실3동, 잠실4동, 잠실5동, 잠실6동, 잠실7동                     |
| 15대        | 송파구 풍납1동, 풍납2동, 잠실본동, 잠실1동, 잠실2동, 잠실3동, 잠실4동, 잠실5동, 잠실6동, 잠실7동                                             |
| 16대        | 송파구 풍납1동, 풍납2동, 방이1동, 방이2동, 오륜동, 송파1동, 송파2동, 잠실본동, 잠실1동, 잠실2동, 잠실3동, 잠실4동, 잠실5동, 잠실6동, 잠실7동 |
| 17대 ~ 현재 | 송파구 풍납1동, 풍납2동, 방이1동, 방이2동, 오륜동, 송파1동, 송파2동, 잠실4동, 잠실6동                                                        |

## 역대 국회의원
| 선거   | 정당 | 정당       | 의원   |
| ------ | ---- | ---------- | ------ |
| 1988년 |      | 통일민주당 | 김우석 |
| 1992년 |      | 통일국민당 | 조순환 |
| 1996년 |      | 신한국당   | 홍준표 |
| 1999년 |      | 한나라당   | 이회창 |
| 2000년 |      | 한나라당   | 맹형규 |
| 2004년 |      | 한나라당   | 맹형규 |
| 2006년 |      | 한나라당   | 맹형규 |
| 2008년 |      | 한나라당   | 박영아 |
| 2012년 |      | 새누리당   | 박인숙 |
| 2016년 |      | 새누리당   | 박인숙 |
| 2020년 |      | 미래통합당 | 김웅   |
| 2024년 |      | 국민의힘   | 박정훈 |

## 역대 선거 결과

### 대한민국 제13대 국회의원 선거
|  | 24.54% |

|  | 20.02% |

|  | 19.44% |

|  | 16.19% |

|  | 14.52% |

|  | 3.19% |

|  | 2.06% |

### 대한민국 제14대 국회의원 선거
|  | 33.61% |

|  | 32.30% |

|  | 31.35% |

|  | 2.72% |

### 대한민국 제15대 국회의원 선거
|  | 43.28% |

|  | 33.18% |

|  | 15.25% |

|  | 8.27% |

### 1999년 대한민국 재보궐선거
|  | 61.5% |

|  | 36.9% |

|  | 1.6% |

### 대한민국 제16대 국회의원 선거
|  | 54.77% |

|  | 37.18% |

|  | 3.71% |

|  | 2.28% |

|  | 1.17% |

|  | 0.86% |

### 대한민국 제17대 국회의원 선거
|  | 54.06% |

|  | 38.88% |

|  | 7.05% |

### 2006년 대한민국 재보궐선거
|  | 76.8% |

|  | 23.2% |

### 대한민국 제18대 국회의원 선거
|  | 61.61% |

|  | 35.77% |

|  | 2.61% |

### 대한민국 제19대 국회의원 선거
|  | 52.75% |

|  | 43.80% |

|  | 2.52% |

|  | 0.46% |

|  | 0.44% |

### 대한민국 제20대 국회의원 선거
|  | 43.98% |

|  | 41.66% |

|  | 14.34% |

### 대한민국 제21대 국회의원 선거
|  | 51.20% |

|  | 48.02% |

|  | 0.76% |

### 대한민국 제22대 국회의원 선거
|  | 52.24% |

|  | 45.13% |

|  | 2.62% |